# El vivo de León
El vivo de León es el 22º disco editado por León Gieco. Todos los temas fueron grabados desde el concierto en vivo realizado el año anterior por Gieco, e incluye un "tema extra": la canción La mamá de Jimmy. El disco no incluye temas nuevos, pero aparecen clásicos cómo Cinco siglos igual o En el país de la libertad.
Esta serie de conciertos sería, además, la última en la que participaría el guitarrista de Gieco, Eduardo Roghatti, quien fallecería pocos días después. 

## Lista de temas
1. Cinco siglos igual
2. Canción de amor para Francisca
3. Bajaste del norte
4. Canción para Carito
5. En el país de la libertad
6. Hombres de hierro
7. La navidad de Luis
8. Cachito, campeón de Corrientes
9. De igual a igual
10. La cultura es la sonrisa
11. Bajo el sol de Bogotá
12. El imbécil
13. La mamá de Jimmy
14. Pensar en nada
15. Los Salieris de Charly
16. Ojo con los Orozco
17. Contenido extra: video de La mamá de Jimy

- Datos: Q5827105